# مارتین کمبل
مارتین کمبل (انگلیسی: Martin Campbell؛ تلفظ نام‌خانوادگی: ‎/ˈkæmbəl/‎؛ زادهٔ ۲۴ اکتبر ۱۹۴۳) کارگردان فیلم و تلویزیون اهل نیوزیلند ساکن بریتانیا است. او به خاطر کارگردانی «نقاب زورو» و همچنین فیلم‌های «گولدن‌آی» و «کازینو رویال» جیمز باند شناخته می‌شود. او برای کارگردانی سریال تلویزیونی لبه تاریکی در سال ۱۹۸۵ برنده جوایز تلویزیونی بفتا شد.

## فیلم‌شناسی

#### آثار کارگردانی در سینما
- نویسنده سارق (۱۹۷۳)
- سه برای همه (۱۹۷۵)
- اسکیمو نل (۱۹۷۵)
- تفاله (۱۹۷۹)
- حقوق کیفری (۱۹۸۸)
- بی‌دفاع (۱۹۹۱)
- راه فراری نیست (۱۹۹۴)
- گولدن‌آی (۱۹۹۵)
- نقاب زورو (۱۹۹۸)
- محدودیت عمودی (۲۰۰۰)
- فراتر از مرزها (۲۰۰۳)
- افسانه زورو (۲۰۰۵)
- کازینو رویال (۲۰۰۶)[۱]
- لبه تاریکی (۲۰۱۰)
- گرین لنترن (۲۰۱۱)
- بیگانه (۲۰۱۷)[۲]
- محافظ (۲۰۲۱)
- حافظه (۲۰۲۲)
- فرشته‌های کثیف (۲۰۲۴)
- پاک‌کننده (۲۰۲۵)
- فداکاری (آینده)